# Aaron Korsh
Aaron Korsh (Estados Unidos, 7 de noviembre de 1966) es un productor de televisión estadounidense, escritor y exbanquero de inversiones. Anteriormente, escribió para Everybody Loves Raymond, Just Shoot Me !, Love, Inc., Notes from the Underbelly y, actualmente, la serie USA Network Suits de los que también es el creador.